# Aleksej Batrakov
Aleksej Andreevič Batrakov (in russo Алексей Андреевич Батраков?; 9 giugno 2005) è un calciatore russo, centrocampista della Lokomotiv Mosca.

## Carriera

### Club
Cresciuto nel settore giovanile della Lokomotiv Mosca, debutta in prima squadra il 31 marzo 2024, in occasione dell'incontro di Prem'er-Liga contro il Krasnodar pareggiato per 1-1. Il 12 maggio 2024 mette a segno la sua prima rete da professionista, aprendo le marcature nel 2-0 finale inflitto all'Orenburg. L'11 marzo 2025 gioca da capitano la partita di Coppa di Russia contro la Dinamo Machačkala, vinta per 2-1.

### Nazionale
Ha giocato nelle nazionali giovanili russe Under-15 e Under-19.
Nel 2024 viene convocato in nazionale maggiore per la gara amichevole con il Vietnam, senza tuttavia esordire. Debutta con la massima selezione russa il 15 novembre del medesimo anno nell'amichevole vinta per 11-0 contro il Brunei, realizzando pure un gol.

## Statistiche

### Presenze e reti nei club
Statistiche aggiornate al 15 marzo 2025.
| Stagione        | Squadra         | Campionato      | Campionato | Campionato | Coppe nazionali | Coppe nazionali | Coppe nazionali | Coppe continentali | Coppe continentali | Coppe continentali | Altre coppe | Altre coppe | Altre coppe | Totale | Totale |
| Stagione        | Squadra         | Comp            | Pres       | Reti       | Comp            | Pres            | Reti            | Comp               | Pres               | Reti               | Comp        | Pres        | Reti        | Pres   | Reti   |
| --------------- | --------------- | --------------- | ---------- | ---------- | --------------- | --------------- | --------------- | ------------------ | ------------------ | ------------------ | ----------- | ----------- | ----------- | ------ | ------ |
| 2023-2024       | Lokomotiv Mosca | PL              | 5          | 1          | CR              | 1               | 0               |                    | -                  | -                  |             | -           | -           | 6      | 1      |
| 2024-2025       | Lokomotiv Mosca | PL              | 20         | 11         | CR              | 7               | 1               |                    | -                  | -                  |             | -           | -           | 27     | 12     |
| Totale carriera | Totale carriera | Totale carriera | 25         | 12         |                 | 8               | 1               |                    | -                  | -                  |             | -           | -           | 33     | 13     |

### Cronologia presenze e reti in nazionale
| Cronologia completa delle presenze e delle reti in nazionale ― Russia | Cronologia completa delle presenze e delle reti in nazionale ― Russia | Cronologia completa delle presenze e delle reti in nazionale ― Russia | Cronologia completa delle presenze e delle reti in nazionale ― Russia | Cronologia completa delle presenze e delle reti in nazionale ― Russia | Cronologia completa delle presenze e delle reti in nazionale ― Russia | Cronologia completa delle presenze e delle reti in nazionale ― Russia | Cronologia completa delle presenze e delle reti in nazionale ― Russia |
| Data                                                                  | Città                                                                 | In casa                                                               | Risultato                                                             | Ospiti                                                                | Competizione                                                          | Reti                                                                  | Note                                                                  |
| --------------------------------------------------------------------- | --------------------------------------------------------------------- | --------------------------------------------------------------------- | --------------------------------------------------------------------- | --------------------------------------------------------------------- | --------------------------------------------------------------------- | --------------------------------------------------------------------- | --------------------------------------------------------------------- |
| 15-11-2024                                                            | Krasnodar                                                             | Russia                                                                | 11 – 0                                                                | Brunei                                                                | Amichevole                                                            | 1                                                                     | 77’                                                                   |
| 19-11-2024                                                            | Volgograd                                                             | Russia                                                                | 4 – 0                                                                 | Siria                                                                 | Amichevole                                                            | -                                                                     |                                                                       |
| 19-3-2025                                                             | Mosca                                                                 | Russia                                                                | 5 – 0                                                                 | Grenada                                                               | Amichevole                                                            | -                                                                     |                                                                       |
| 25-3-2025                                                             | Mosca                                                                 | Russia                                                                | 5 – 0                                                                 | Zambia                                                                | Amichevole                                                            | 1                                                                     | 58’                                                                   |
| 6-6-2025                                                              | Mosca                                                                 | Russia                                                                | 1 – 1                                                                 | Nigeria                                                               | Amichevole                                                            | -                                                                     | 90+5’                                                                 |
| Totale                                                                |                                                                       | Presenze                                                              | 5                                                                     |                                                                       | Reti                                                                  | 2                                                                     |                                                                       |